# Hamulec aerodynamiczny
Hamulec aerodynamiczny – rodzaj powierzchni sterowej w samolocie, służącej ograniczaniu prędkości w trakcie lądowania, w trakcie nurkowania (bombowce nurkujące) itp.
. Od spojlera hamulec aerodynamiczny różni się głównie funkcją – zadaniem hamulca jest zwiększenie oporu aerodynamicznego bez zmiany siły nośnej, natomiast zadaniem spojlerów jest zmiana siły nośnej przy minimalnej zmianie oporu aerodynamicznego.
Hamulec aerodynamiczny ma postać płyt prostopadłych lub prawie prostopadłych do kierunku przepływu powietrza umieszczonych na dolnej i górnej powierzchni skrzydła lub kadłuba. Może mieć również postać spadochronu hamującego zmniejszającego prędkość w locie nurkowym (używany w szybowcach) lub skracającego dobieg podczas lądowania (samoloty, statki kosmiczne).
Większość współczesnych konstrukcji lotniczych posiada zarówno spojlery, jak i hamulce aerodynamiczne. Do wytracania prędkości wykorzystywany bywa też odwracacz ciągu silników. W latach 50. XX wieku hydraulicznie otwierane hamulce aerodynamiczne pojawiły się w stożku ogonowym samolotu Blackburn Buccaneer, podobne można spotkać w późniejszym radzieckim myśliwcu MiG-21 i wielu innych.

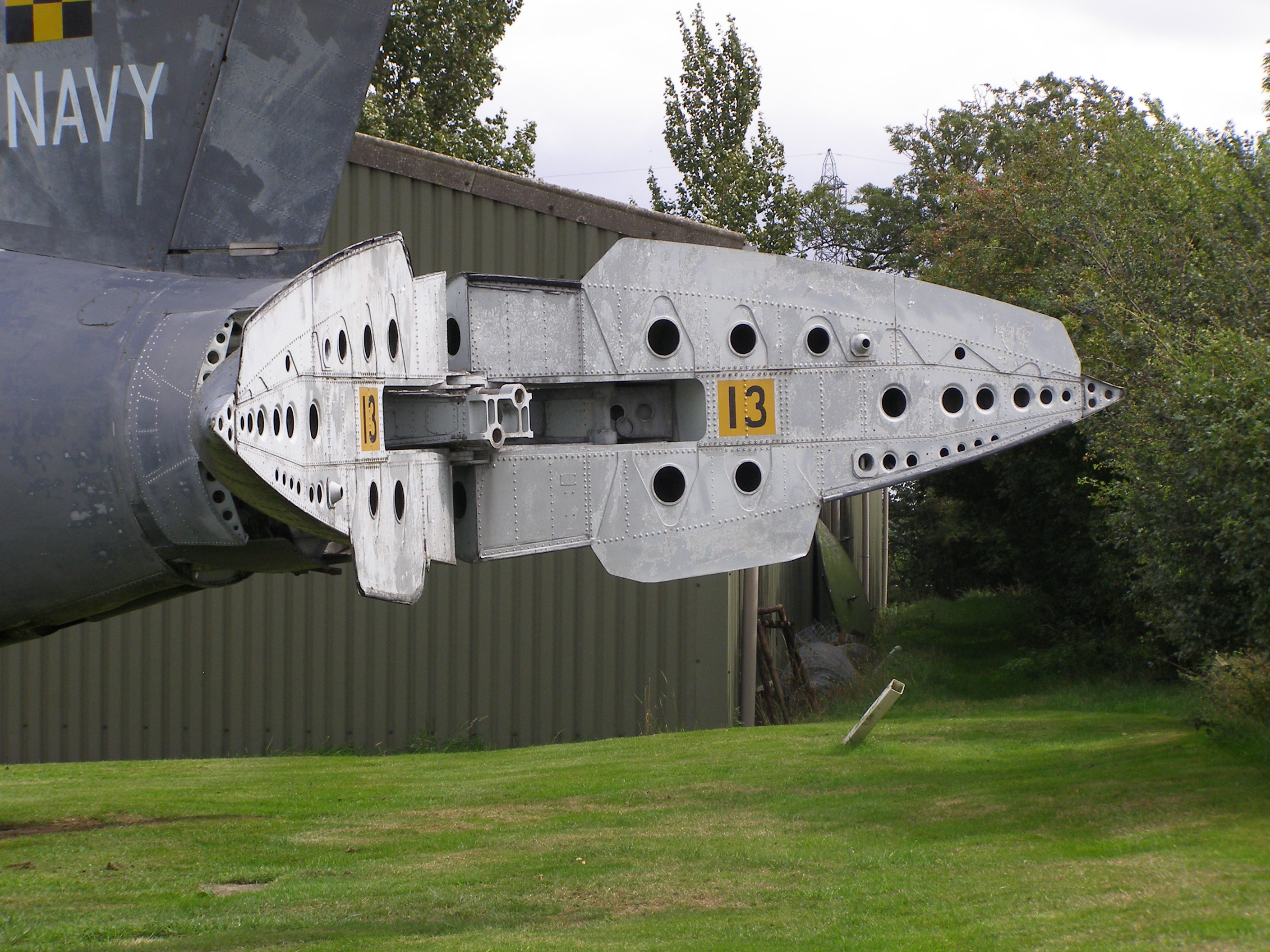
Hamulec aerodynamiczny w stożku ogonowym samolotu Blackburn Buccaneer
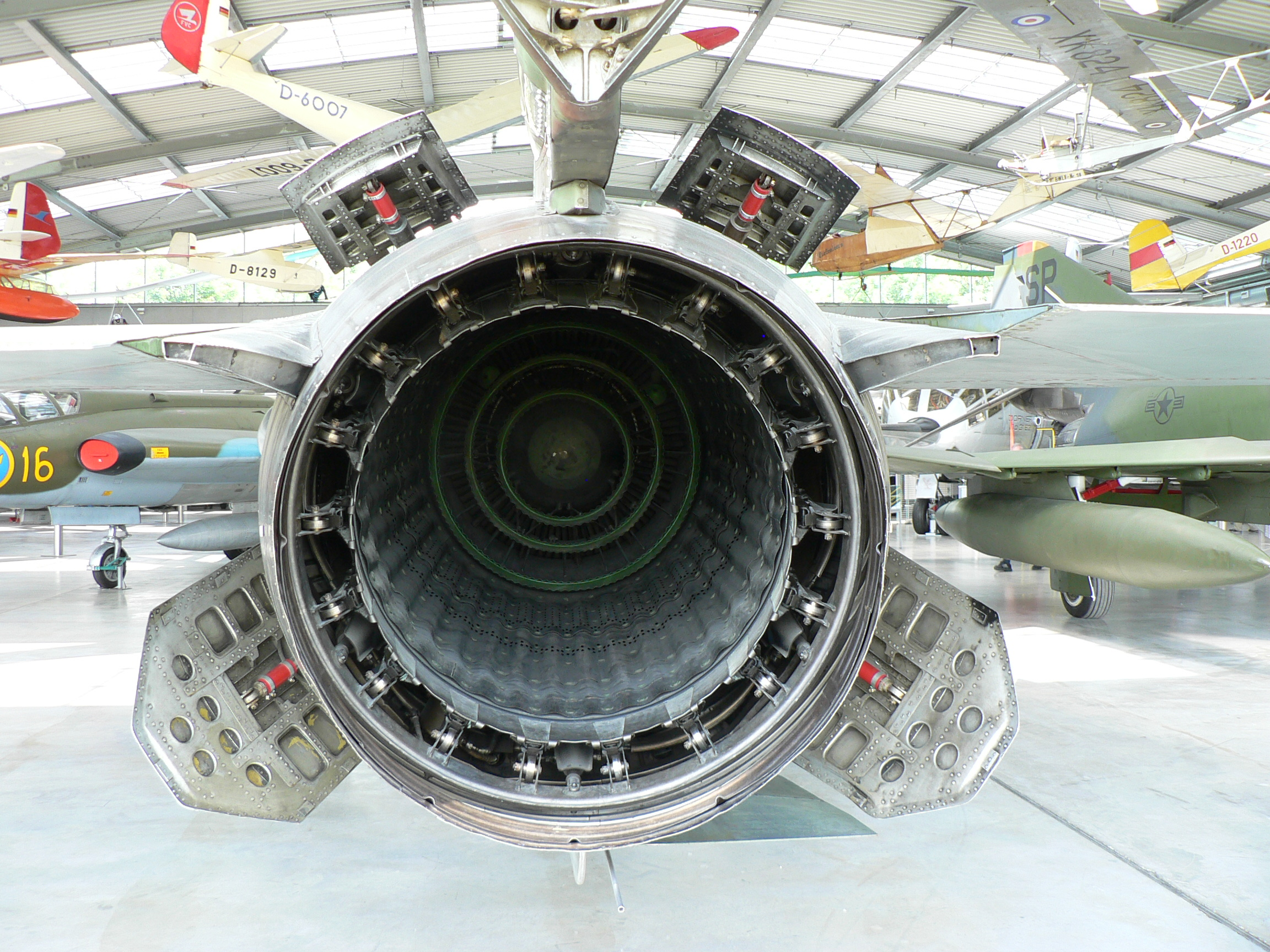
Hamulce aerodynamiczne w MiG-23
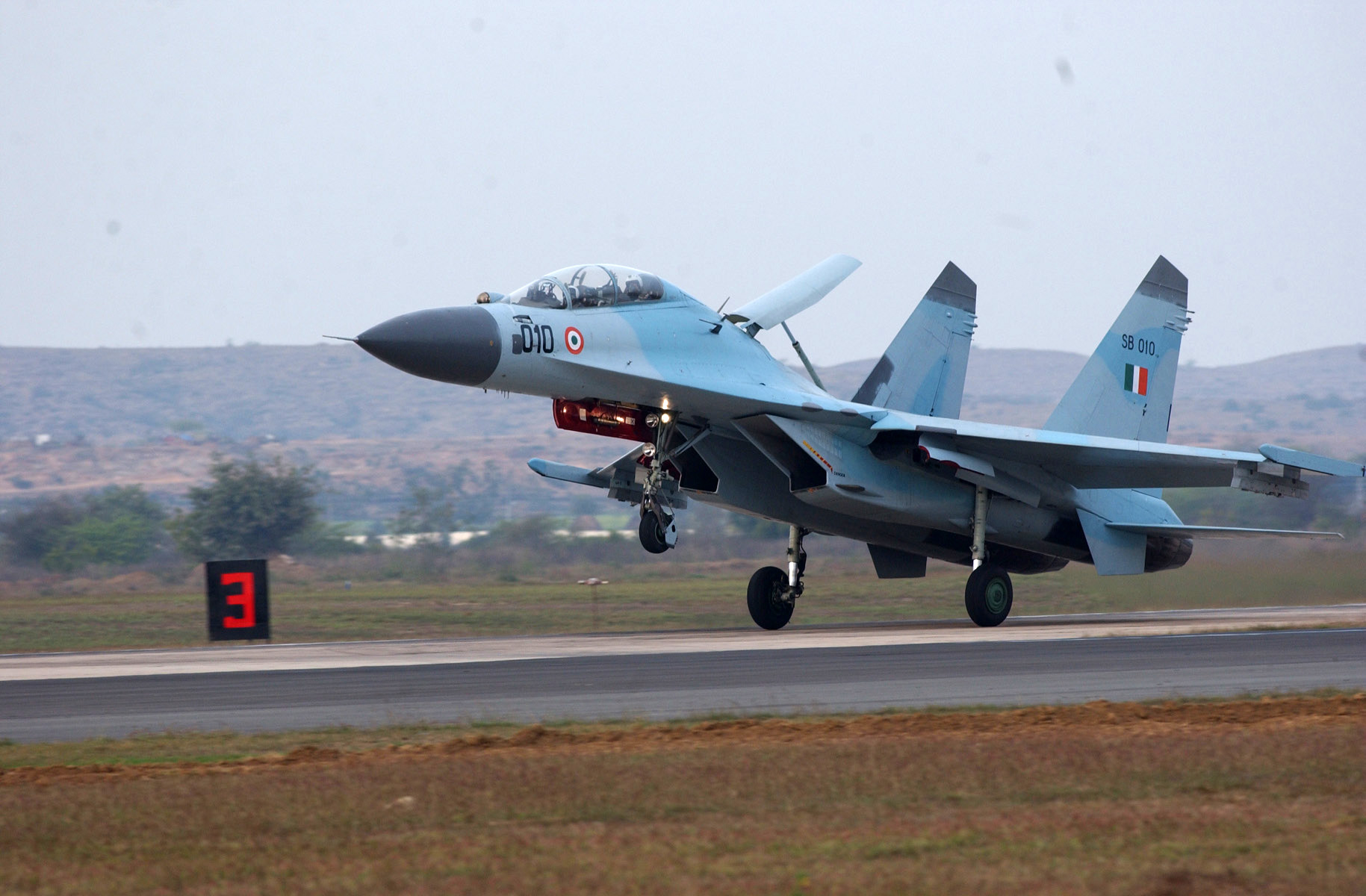
Hamulec aerodynamiczny w Su-30
Wahadłowiec Discovery